# Billancourt
|  | Per a altres significats, vegeu «Boulogne-Billancourt». |

Billancourt és un municipi francès al departament del Somme (regió dels Alts de França). L'any 2007 tenia 165 habitants.

## Demografia

### Població
El 2007 la població de fet de Billancourt era de 165 persones. Hi havia 70 famílies de les quals 14 eren unipersonals (7 homes vivint sols i 7 dones vivint soles), 26 parelles sense fills, 19 parelles amb fills i 11 famílies monoparentals amb fills.
La població ha evolucionat segons el següent gràfic:

### Habitatges
El 2007 hi havia 83 habitatges, 73 eren l'habitatge principal de la família, 9 eren segones residències i 2 estaven desocupats. 80 eren cases i 3 eren apartaments. Dels 73 habitatges principals, 54 estaven ocupats pels seus propietaris i 19 estaven llogats i ocupats pels llogaters; 3 tenien una cambra, 3 en tenien dues, 19 en tenien tres, 25 en tenien quatre i 23 en tenien cinc o més. 52 habitatges disposaven pel capbaix d'una plaça de pàrquing. A 35 habitatges hi havia un automòbil i a 31 n'hi havia dos o més.

### Piràmide de població
La piràmide de població per edats i sexe el 2009 era:
| Homes | Edats   | Dones |
| ----- | ------- | ----- |
| 0     | 95 o +  | 0     |
| 0     | 90 a 94 | 0     |
| 0     | 85 a 89 | 0     |
| 0     | 80 a 84 | 0     |
| 8     | 75 a 79 | 4     |
| 4     | 70 a 74 | 8     |
| 8     | 65 a 69 | 4     |
| 0     | 60 a 64 | 0     |
| 0     | 55 a 59 | 8     |
| 16    | 50 a 54 | 0     |
| 12    | 45 a 49 | 8     |
| 16    | 40 a 44 | 4     |
| 0     | 35 a 39 | 8     |
| 0     | 30 a 34 | 4     |
| 0     | 25 a 29 | 0     |
| 0     | 20 a 24 | 0     |
| 0     | 15 a 19 | 8     |
| 20    | 10 a 14 | 0     |
| 0     | 5 a 9   | 4     |
| 0     | 0 a 4   | 4     |

## Economia
El 2007 la població en edat de treballar era de 115 persones, 81 eren actives i 34 eren inactives. De les 81 persones actives 66 estaven ocupades (33 homes i 33 dones) i 15 estaven aturades (8 homes i 7 dones). De les 34 persones inactives 14 estaven jubilades, 11 estaven estudiant i 9 estaven classificades com a «altres inactius».

### Ingressos
El 2009 a Billancourt hi havia 70 unitats fiscals que integraven 170 persones, la mediana anual d'ingressos fiscals per persona era de 18.834 €.

### Activitats econòmiques
Dels 6 establiments que hi havia el 2007, tres eren d'empreses de construcció, dues d'empreses de comerç i reparació d'automòbils i una empresa immobiliària.
Dels 2 establiments de servei als particulars que hi havia el 2009, 1 era una fusteria i 1 lampisteria.
L'any 2000 a Billancourt hi havia sis explotacions agrícoles.

## Poblacions més properes
El següent diagrama mostra les poblacions més properes.

## Enllaços externs

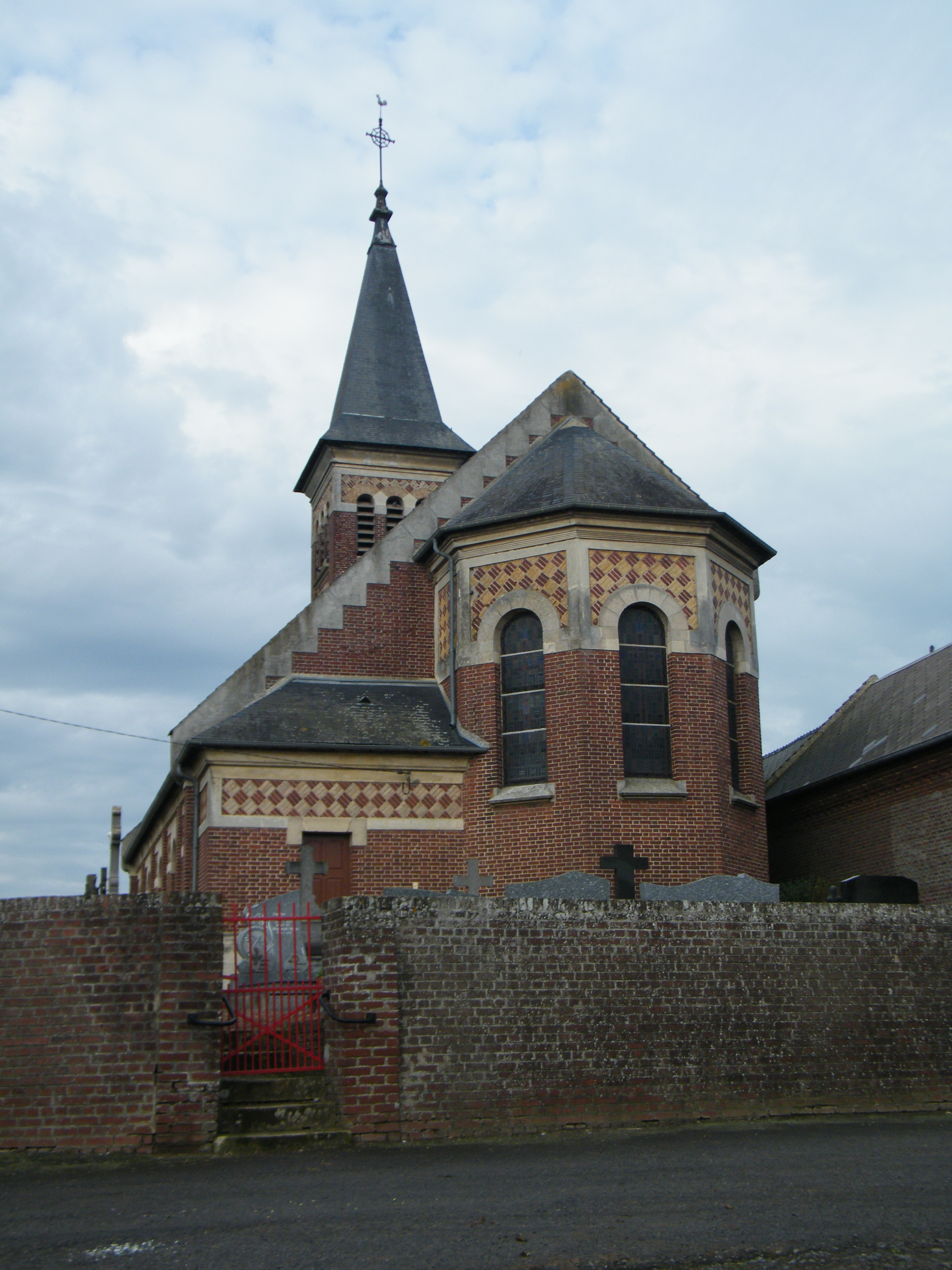
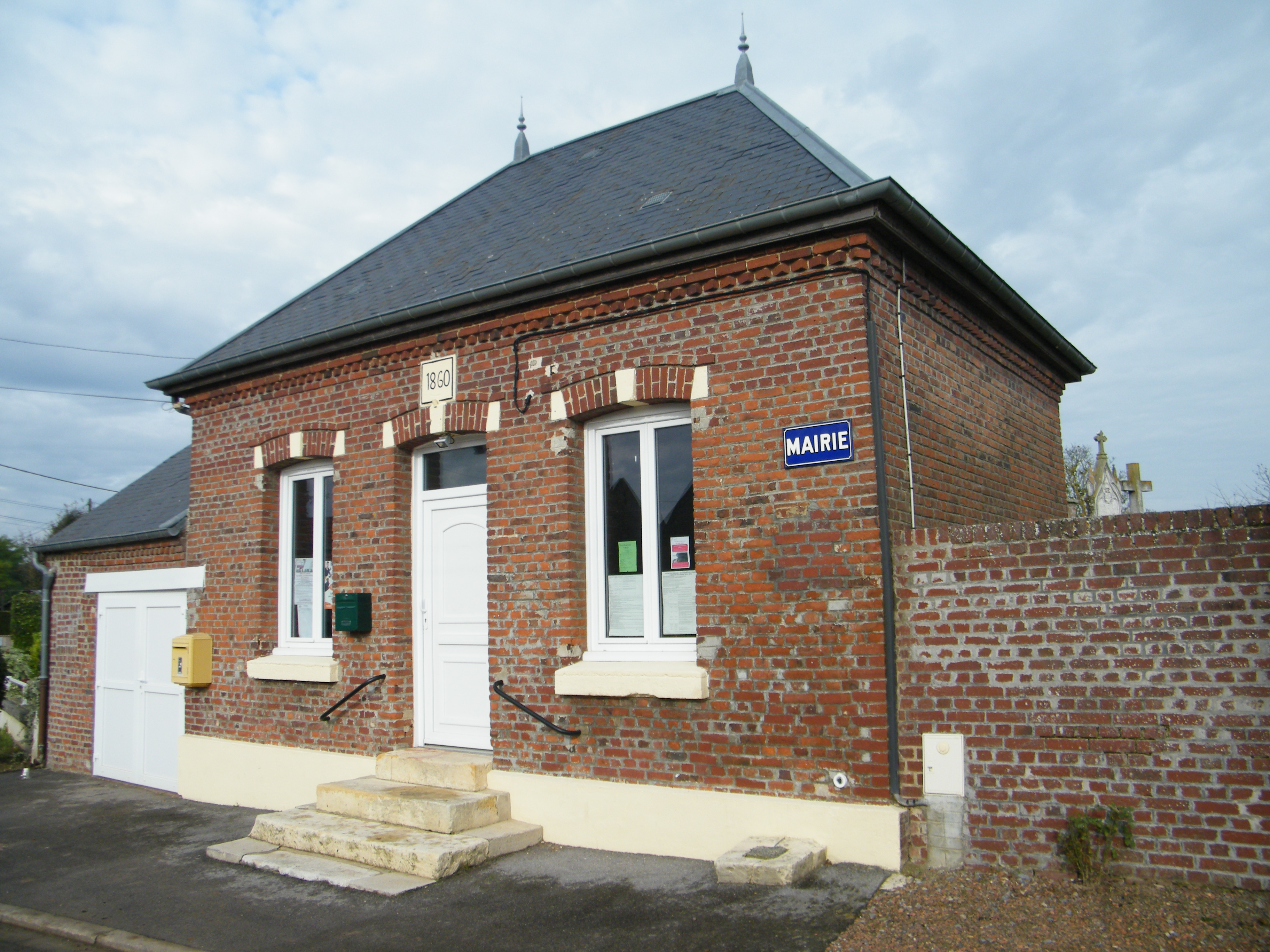
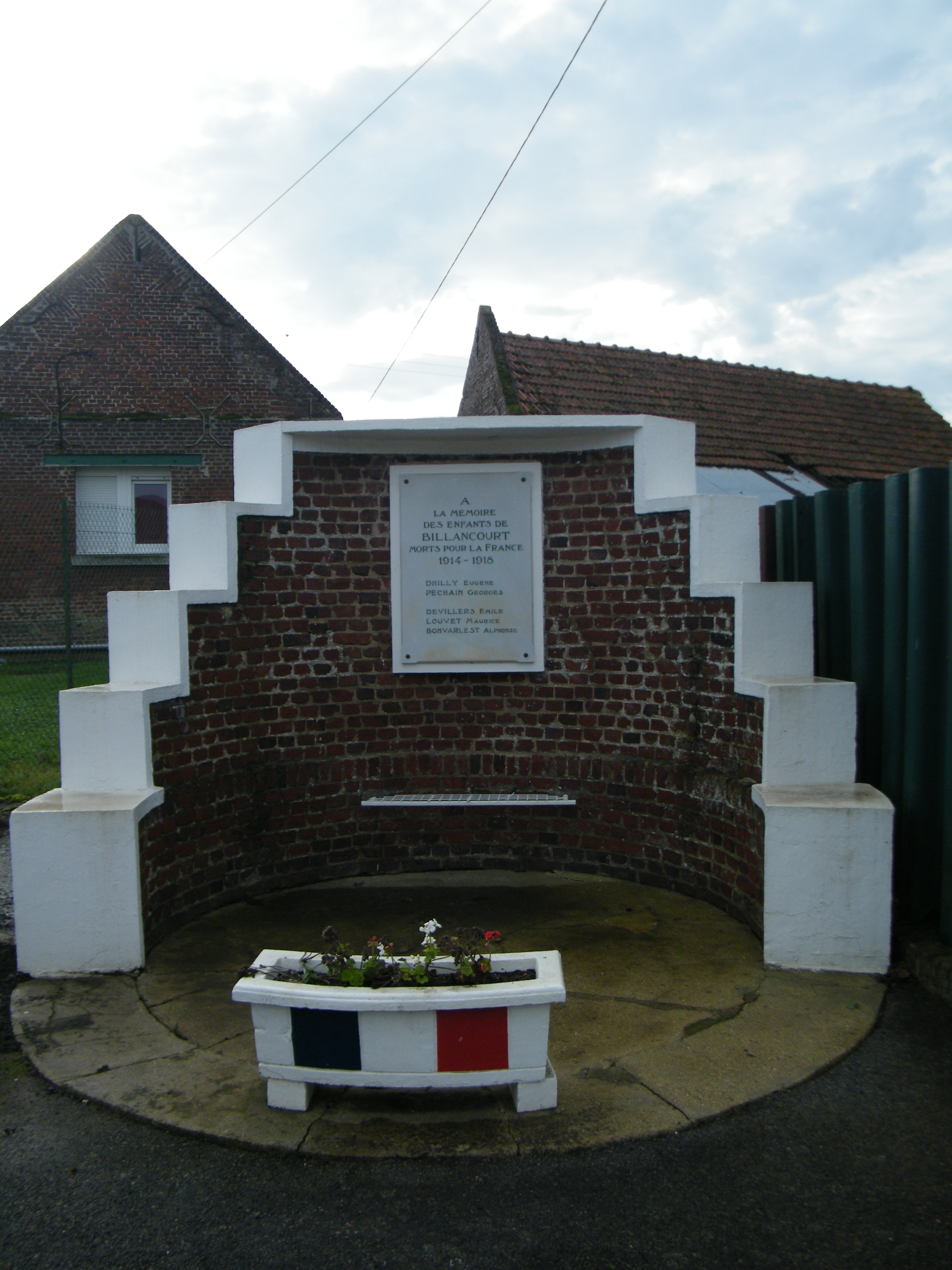
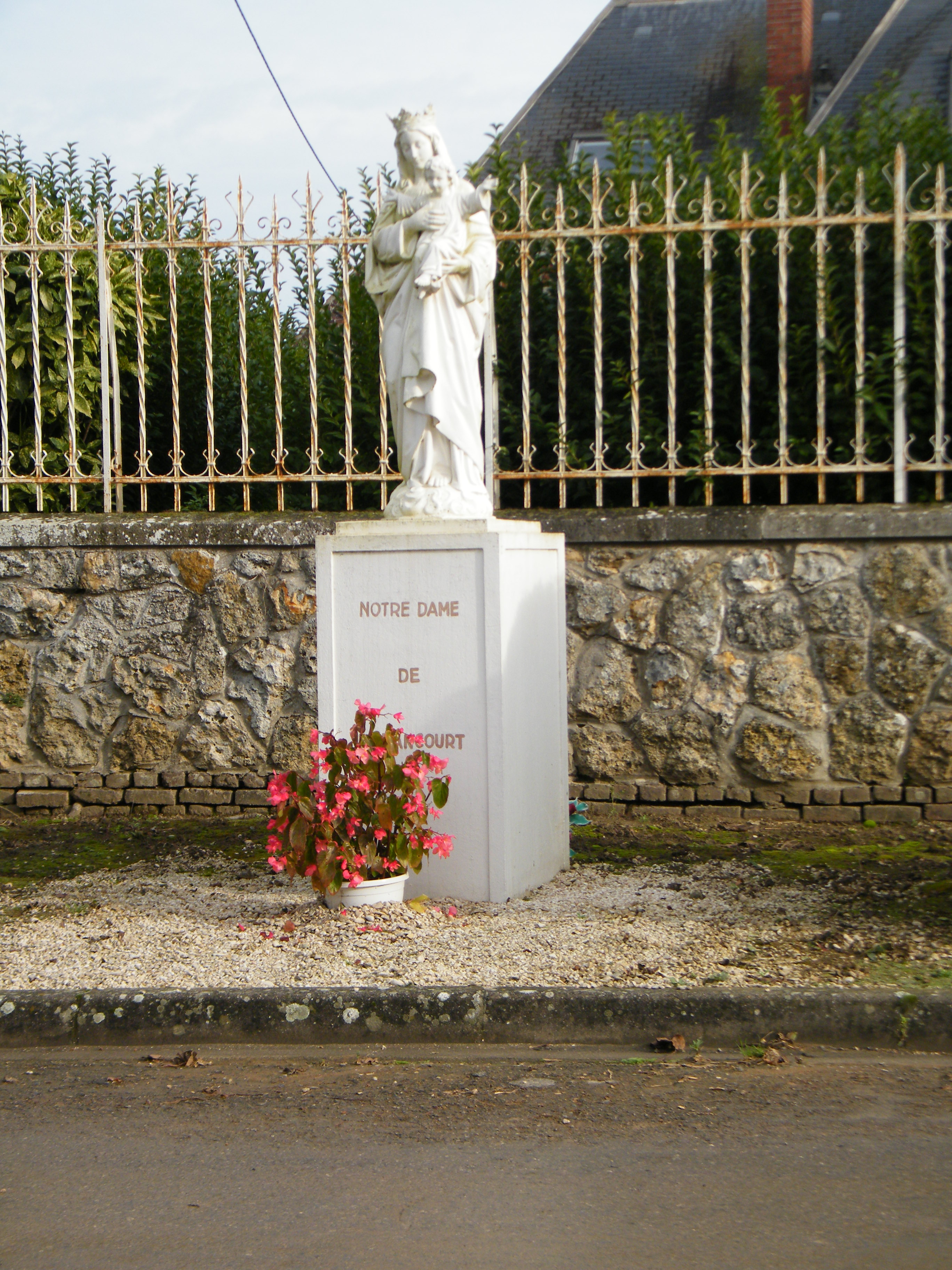